# Чемблисс, Саксби
Кларенс Саксби Чемблисс (англ. Clarence Saxby Chambliss; род. 10 ноября 1943 года, Уоррентон, Северная Каролина) — американский политик Республиканской партии США. Сенатор США от штата Джорджия с 2003 года, был членом Палаты представителей Конгресса США с 1995 по 2003 годы.
Учился в школе Шривпорта, штат Луизиана. В 1966 году получил степень бакалавра в Университете Джорджии, а в 1968 году — доктора права в Университете Теннесси.
Принадлежит к Англиканской церкви. Чемблисс и его жена Джулианна имеют двух детей.